# Paul Quasten
Paul Quasten (Amsterdam, 13 maart 1985) is een voormalig Nederlands-Tsjechische profvoetballer die als verdediger of middenvelder speelde.

## Clubcarrière

### FC Volendam
Quasten speelde in de jeugd van Ajax. Daar brak hij echter niet door en FC Volendam toonde interesse. Op 26 november 2004 in de wedstrijd FC Emmen - FC Volendam (2-3), maakte hij zijn debuut voor het "Andere Oranje". Onder trainer Stanley Menzo werd Quasten de vaste linksback van de ploeg uit Volendam. Zijn constante spel leverde hem een transfer op naar Willem II.

### Willem II
Op 1 juli 2008 maakte Quasten voor het eerst zijn opwachting op het trainingsveld van Willem II. Hij moest bij de Tilburgers de concurrentie aangaan met José Valencia en Leonardo Henrique Veloso. In de eerste maanden kwam Quasten tot 12 optredens en 1 doelpunt (tegen zijn vorige club FC Volendam), meestal als invaller. Nog voor de winterstop (in het najaar van 2008) raakte hij zwaar geblesseerd aan zijn knie. Deze blessure houdt hem ruim anderhalf jaar aan de kant. Even wordt zelfs gevreesd voor het einde van zijn carrière. In februari 2010 maakt hij zijn rentree in een wedstrijd van Jong Willem II tegen Jong Feyenoord/Excelsior.
Medio 2010 liep zijn contract af maar Quasten moest nog tot in 2013 revalideren. Hij ging weer trainen bij zijn jeugdclub AS '80 en speelde in het seizoen 2013/14 voor Ajax Zaterdag.

### Almere City FC en RKC Waalwijk
Vanaf de zomer van 2014 speelde Quasten bij Almere City, waar hij zijn debuut maakte in een wedstrijd die met 5-0 werd gewonnen van MVV. In 2017 ging hij naar RKC Waalwijk.

## Interlandcarrière
Quasten speelde jeugdinterlands voor het geboorteland van zijn moeder; Tsjechië. Hij kwam uit voor de onder 19 en onder 21 elftallen.